# Guanajuatillo
Guanajuatillo är en ort i Mexiko.   Den ligger i kommunen La Piedad och delstaten Michoacán de Ocampo, i den centrala delen av landet, 300 km väster om huvudstaden Mexico City. Guanajuatillo ligger 1 679 meter över havet och antalet invånare är 585.
Terrängen runt Guanajuatillo är huvudsakligen platt, men västerut är den kuperad. Runt Guanajuatillo är det ganska tätbefolkat, med 104 invånare per kvadratkilometer. Närmaste större samhälle är La Piedad Cavadas, 3,4 km väster om Guanajuatillo. Trakten runt Guanajuatillo består till största delen av jordbruksmark.